# 中芯国际站
中芯国际站是一个属于东部城轨坪山云巴1号线的有轨电车车站，位于中华人民共和国广东省深圳市坪山区龙田街道启三路与高芯路交叉路口以西，中芯国际深圳厂区西侧，沿启三路呈东西走向。
本站于2022年12月28日随坪山云巴1号线一期一同正式启用。

## 车站结构
中芯国际站为地上三层5m岛式车站，整体设置于启三路上空。

### 楼层
| 地上三层          | 月台 | \| \| \| 坪山云巴1號線往坪山高铁站（坪山中心） \| \| 島式 · 開左邊车门 \| \| \| \| \| \| 坪山云巴1號線往比亚迪北（综合保税区） \| |
| 地上二层          | 站厅 | 旅客服务、售票机、车站控制室 |
| 地面              | -    | 出入口 |
|                   |      | 坪山云巴1號線往坪山高铁站（坪山中心）                                                                                             |
| 島式 · 開左邊车门 |      | |
|                   |      | 坪山云巴1號線往比亚迪北（综合保税区）                                                                                             |

### 出入口
中芯国际站共设有二个出入口，所有出入口均设有垂直电梯。
| 出口编号                  | 主出口图片 | 垂直电梯图片 | 建议前往的目的地                                                |
| ------------------------- | ---------- | ------------ | --------------------------------------------------------------- |
| · 盲道位于垂直电梯处      |            |              | 启三路南侧 高芯路西侧（南） 坪山区人民政府第二办事处 城冠工业园 |
| · 盲道位于垂直电梯处      |            |              | 启三路北侧 高芯路西侧（北） 中芯国际                            |
| 註： 設有 \| 設有 \| 設有 |            |              |                                                                 |

## 历史

### 规划与建设
2020年3月，深圳市东部云轨投资建设有限公司发布《坪山云巴（胶轮有轨电车）1 号线一期项目环境影响报告书 》，其中包含本站，工程名为区委二办站。
2021年6月25日，深圳市东部城市轨道交通投资建设有限公司发布《坪山云巴（胶轮有轨电车）1号线一期项目车站命名方案》，其中本站改名为中芯国际站，理由是本站东邻中芯国际集成电路制造有限公司。
2022年12月28日，本站随坪山云巴1号线一期一同正式启用。

## 接駁交通
中芯国际站附近均为工业用地，附近200m没有任何其他交通方式，只能通过步行前往。

## 相关图像
- 站厅
- 站台